# Домброва-Лужицька
Домброва-Лужицька (пол. Dąbrowa Łużycka) — село в Польщі, у гміні Пшевуз Жарського повіту Любуського воєводства.
Населення — 134 особи (2011).
У 1975-1998 роках село належало до Зеленогурського воєводства.

## Демографія
Демографічна структура станом на 31 березня 2011 року:
|          | Загалом | Допрацездатний вік | Працездатний вік | Постпрацездатний вік |
| -------- | ------- | ------------------ | ---------------- | -------------------- |
| Чоловіки | 65      | 14                 | 48               | 3                    |
| Жінки    | 69      | 13                 | 42               | 14                   |
| Разом    | 134     | 27                 | 90               | 17                   |